# Distichopora robusta
Distichopora robusta är en nässeldjursart som beskrevs av Lindner, Cairns och Rafael Guzmán 2004. Distichopora robusta ingår i släktet Distichopora och familjen Stylasteridae. Inga underarter finns listade i Catalogue of Life.